# 狙われた女子高生/スタッブ・イン・ザ・ダーク
『狙われた女子高生/スタッブ・イン・ザ・ダーク』（ねらわれたじょしこうせい/スタッブ・イン・ザ・ダーク、原題：Slumber Party Massacre III、フィリピン向け別英題：Captive Women）は、1990年公開のアメリカのスラッシャー映画。 
Catherine Cyranが脚本を執筆し、Sally Mattisonが監督を務めた。出演はKeely ChristianやBrittain Frye、M.K. Harris、David Greenlee、ホープ・マリー・カールトン、マリア・フォードなど。 
「スランバー・パーティー大虐殺」、「マッドロック・キラー」(原題:Slumber Party Massacre Ⅱ)に続く「スランバー・パーティー・マサカー」3部作の3作目であり、最終作となる本作は、カリフォルニアの女子高生たちによるパジャマパーティーが、覆面をした殺人鬼によって惨劇へと変貌するストーリーとなっている。
本作には、35万ドルの製作費がかけられたが、結果的に約3倍以上の120万ドルの興行収入を記録した。前作同様、カルト的な人気を博したが、3部作の中では最悪の作品とみなされることが多い。

## キャスト
- Jackie Cassidy - Keely Christian
- Ken Whitehouse - Brittain Frye
- Morgan (credited as M.K. Harris) - Michael Harris
- Duncan - David Greenlee
- Diane - Brandi Burkett
- Janine - ホープ・マリー・カールトン
- Susie - Maria Claire
- マリア - マリア・フォード
- Michael Block - Garon Grigsby
- Sarah Mason - Devon Jenkin
- トム - David Kriegel
- Frank Barnes - David Lawrence
- Juliette - Lulu Wilson
- デイヴィス刑事 - Alexander Falk
- Officer O'Reilly - Wayne Grace
- Weirdo on Beach - Yan Birch
- ビリーおじさん - Ron Smith
- the Pizza Girl - Marta Kober

## 公開
1990年9月に、アメリカでコンコルド・ピクチャーズ配給により限定公開され、1,242,995ドルの興行収入を記録した。その後、ニュー・ホライズンズ・ホーム・ビデオからVHSで発売された。フィリピンでは、1992年1月17日に『Captive Women』と作品名を変更して公開された。
本作は2度ほどDVD化されている。2000年9月にニュー・コンコルド・ホーム・エンターテイメントから、最初のDVDがリリースされた。DVDには俳優陣の経歴と『Slumber Party Massacre』や『Slumber Party Massacre II』、『Sorority House Massacre II』の予告編が収録されている。Shout! Factoryは2010年10月に『Slumber Party Massacre』『Slumber Party Massacre II』『Slumber Party Massacre III』を2枚組の限定盤DVDとしてリリースした。2018年には『Slumber Party Massacre II』と2本立てで、初めてBlu-ray Discでリリースされた。

## 評価
当時、バラエティ誌は、この映画が「1982年にエイミー・ジョーンズが監督した素晴らしい第一作目における役回りを逆転させた特徴を見せるのを避けている」と指摘した。批評においては、この映画が不出来な脚本であり、「ゴア描写は豊富だが想像力に欠け」、そして「最後の方では、男性の象徴のようにドリルを振り回し、串刺しにしようと迫って来る殺人鬼から、5人のふくよかな身体をした女の子たちがなすすべもなく逃げ惑う姿に、このジャンルの熱烈なファンでさえ呆気にとられ、うめき声を上げることになるだろう」と指摘されている。